# 王陽明
王守仁（1472年10月31日—1529年1月9日），幼名雲，字伯安，号阳明子，浙江紹興府餘姚縣（今浙江省宁波餘姚市）人，明代中期乃至中國歷史上重要和影響深遠的思想家、哲学家、书法家、文學家、政治家、军事家、重臣、教育家、儒生、陽明學者、心理學家，也是漢字文化圈中最重要的儒家學者之一，在儒家之中佔有極其重要的地位。官至南京兵部尚书、都察院左都御史，因平定宸濠之乱等军功而封爵新建伯，隆慶時追赠侯爵。諡文成。
他是陆王心学之集大成者，不但精通儒、釋、道三教，而且能统军征战。
因他曾在贵阳修文阳明洞天居住，自号“阳明子”，故被学者称为“阳明先生”，後世一般称王阳明，其学说世称“阳明学”，在中国、日本、朝鲜半岛都有重要而深远的影响。

## 生平

### 童年生活
王阳明於明成化八年九月三十日（1472年10月31日）出生于一个書香門第、官宦世家，家族自称是东晋丞相王导的后裔。其父王华，成化十七年（1481年）狀元，為官頗有情操，為明孝宗器用，歷任禮部侍郎。正德年間因得罪劉瑾，被外派南京吏部尚书，又被貶職，之後被罷免。据《年譜》记载，王陽明出生前夕祖母梦见有人从云中送子来，梦醒时他刚好出生，祖父王伦便为他起名叫王雲，乡中人亦称其降生处为“瑞云楼”。然而，他到了五岁还不会说话，一天一位奇特的人经过，抚摸他的头说“好个孩儿，可惜一語道破”，意思指他的名字“雲”道破了他出生的秘密。其祖父恍然醒悟，遂更其名为王守仁，此後他便开口说话了。和通常的書香門第不同，年轻的王守仁則經常跟從父親出游居庸關、山海關，并時常出關外，縱覽山川地理。

### 初入宦途

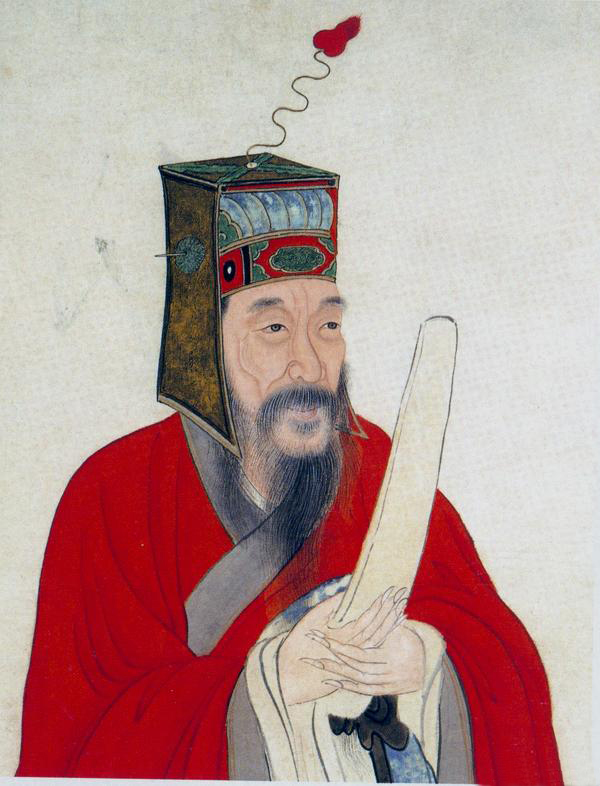
王守仁朝服像

十七岁时，王守仁到南昌與諸養和之女諸氏成婚，可在结婚的当天，大家都找不到他。原来这天他闲逛中进了主奉道教旌陽真君的鐵柱宮，遇见一道士在那裏打坐，他就向道士请教，道士给他讲了一回养生学，他便与道士相对静坐忘归，直到第二天岳父才把他喚回去。十八岁时，与夫人诸氏归余姚，船过广信，王阳明拜谒娄谅。娄谅向他讲授“格物致知”之学，王阳明甚喜。之后他遍读朱熹的著作，思考宋儒所谓“物有表裏精粗，一草一木皆具至理”的学说。为了实践朱熹的“格物致知”，有一次他下决心穷竹之理，“格”了七天七夜的竹子，什么都没有发现，人却因此病倒。从此，王阳明对“格物”学说产生了极大的怀疑，這就是中國哲學史上著名的“守仁格竹”。
弘治五年（1492年），二十的王守仁第一次參加浙江鄉試，中式第七十名舉人，之後的他更加适才討論軍事，並且善於射箭。然而，二十二岁时考进士不中，內閣首輔李东阳對其笑道：“你这次不中，来科必中状元，试作来科状元赋。”王阳明悬笔立就，朝中诸老惊为天才。嫉妒者议论说，这个年轻人若中了上第，必然目中无人。二十五岁再考时被忌者所压，又未考中。同学中有人以不中举为耻者，他笑道：“汝以不得第为耻，吾以不得第动心为耻。”二十七岁，他在读朱熹的《上光宗疏》，讀到讲到：“居敬持志为读书之本，循序致精为读书之法。”于是王阳明开始懊悔以前读书虽然勤奋却无所得，都是因为自己过于贪图读书的速度。于是他开始循序以求，但终于认识到“物理吾心，终判为二”，以致旧病又復发，这时见到有道士谈养生之说便因之而喜。
弘治十二年（1499年），二十八岁的王守仁參加礼部会试，举南宫第二人，殿试赐二甲第七名进士，观政工部。出使治葬前威寧伯王越，還朝后上奏談論西北邊疆防備等八件事情，隨後授刑部主事，在江北等地決斷囚獄，隨後因病請求歸鄉。久之，起用授兵部主事。
明武宗正德元年（1506年）冬，宦官劉瑾擅政，并逮捕南京給事中御史戴銑等二十餘人。王守仁上疏論救，而觸怒劉瑾，被施廷杖四十，謫貶至貴州龍場（貴陽西北七十里，修文縣治）當龍場驛驛丞，沿途為了躲避劉瑾派來的刺客，他還假裝跳水自盡，逃过追杀的王守仁暗中到南京面见父亲王华，王华对他说：“既然朝廷委命于你，就有责任在身，你还是上任去吧。”隨后來到中國西南山區，龍場萬山叢勃，苗、僚雜居。王守仁親自勸導當地民眾學習，受到民眾愛戴。在這個時期，他對《大學》的中心思想有了新的領悟。王守仁認為，心是萬事萬物的根本，世界上的一切都是心的產物，認識到“聖人之道，吾性自足，向之求理於事物者誤也”。他在這段時期寫了“教條示龍場諸生”，史稱龍場悟道。其眾多弟子對於他的“心外無理，心外無物”理論迷惑不解，向他請教說：南山里的花樹自開自落，與我心有何關係？他回答說：“爾未看此花時，此花與爾心同歸於寂。爾來看此花時，則此花顏色，一時明白起來。便知此花，不在爾的心外。”
不久，劉瑾被誅殺，王守仁升為廬陵縣令，再升南京刑部主事，吏部尚書楊一清改其供職于驗封司。此後他屢次升遷，歷任考功司郎中。正德七年（1511年），任南京太僕寺少卿。正德九年，改鴻臚寺卿。

### 平定江西
正德十一年（1516年），兵部尚书王琼举荐王守仁为都察院左佥都御史，巡抚南赣。当时，江西南部以及江西、福建、广东交界的山区爆发民變。谢志山据横水、左溪、桶冈，池仲容据浰头，皆称王，与大庾陈曰能、乐昌高快马、郴州龚福全等进攻府县。而福建大帽山詹师富等又发生暴乱。前任巡抚托病离任。山民依靠山地据洞筑寨，自建军队，方圆近千里。
正德十三年（1518年）正月，王守仁平定池仲容（池大鬓）部，奏请设立和平县，并兴修县学。三月，守仁抵达江西蒞任。他迅速调集三省兵力，镇压了信丰等地的民變。七月，王守仁念战争破坏巨大，上奏请求朝廷允准招安。明廷遂賜以節度地方军政，准其便宜行事。十月，王守仁率兵攻破实力最强的江西崇义县左溪蓝天凤、谢志山军寨，并会师于左溪。王守仁并亲自前往劝降。十一月，王守仁遣使招安，并攻破蓝天凤部。

### 擒获宁王

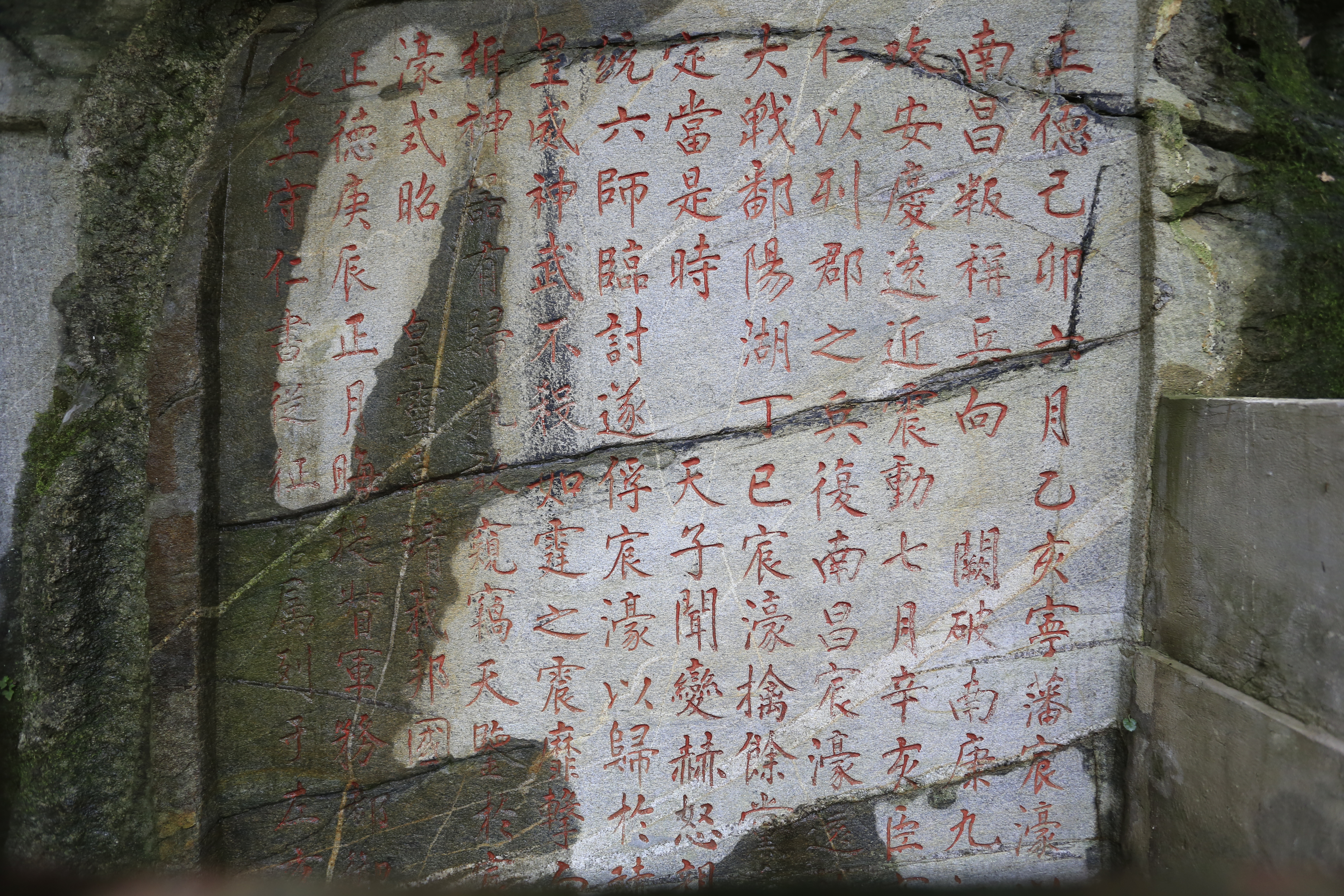
《记功碑》

王守仁一生最大的軍事功績，是平定南昌的寧王之亂。王守仁将去福建剿匪時，所率部队行軍剛到丰城，宁王朱宸濠突然举事。因此王守仁积极备战，调配军粮，修治器械，然后发出讨贼檄文，公布宁王的罪状，要求各地起兵勤王。
当时，王守仁最為担心者，就是宁王挥师东下，占领故都南京金陵。如果南京失守，宁王就有了称帝的資本，同时也占了地利，那就不容易消灭了。王守仁虚张声势，利用假宣传假情报，扰乱宁王的视线，逼他做出错误的判断，以为各路大军已经組成合围态势。同时使用反间计，使宁王猜疑自己部下的进攻南京策略。宁王果然上当，有半个月时间猶豫觀望、不知所措，没敢发兵攻打南京。王守仁利用這一时机，做好了防守南京的准备，使宁王欲攻南京，已無可能。
七月，宁王率六万士卒，攻下九江、南康，渡长江攻安庆。王守仁这时已经调集了八万大军，对外号称三十万。有人指出应该急救安庆，王守仁说：“现在九江、南康已经被敌军占领，如果我们越过南昌跨江救援安庆，就会腹背受敌。现在南昌空虚，我军锐气正盛，可以一举攻破。敌军听说南昌失守，定会回师来救，这时我们在鄱阳湖迎击他，肯定能取得胜利。”
南昌很快攻破，停了两日，王守仁便派诸将分五路迎击回援南昌的宁王大军。四路分兵迎进，一路设伏。交战以后，宁王大军很快腹背受敌，被分割成几部分，后又中了埋伏，慘遭大败，溃逃退守八字脑地区。宁王眼觀局势不妙，急忙调九江、南康的精锐部队出击，王守仁派几路大军迎战並取南康。
这一仗打得相當激烈，是关键的一战。官军一度退却，王守仁部將吉安知府伍文定立即斩杀了后退之人，命令诸军一決死战。最後终于打败了寧王軍，寧王軍退保樵舍地区，将大船结成方阵，宁王拿出金银珠宝犒赏将士，要求他們死力一搏。
但宁王軍的方阵被王守仁看出破绽，他决定仿效鄱陽湖之戰，放火烧船。第二天，宁王群臣聚集在一起，正在船上召开“早朝”会议，王守仁大军杀到，用小船装草，迎风纵火，烧毁了宁王的副船，王妃娄氏以下的宫人以及文武官员们纷纷跳水自杀。宁王的大船搁浅，不能行动，仓促间换乘小船逃命，被王阳明的部下王冕部追上擒获，宁王的其它文武大臣也成了階下囚。不久，南康、九江也被官军攻陷，宁王之乱全面平息，前后不到三十五天時間。王守仁以功封新建伯。
後來，明武宗以「威武大將軍朱壽」之化名出征，江彬有意釋放宁王，讓武宗與寧王打一仗並親自俘獲，藉此討好皇上。王陽明對宦官張永動之以情、曉之以理，說明這樣做會死更多人。最後協調結果是：讓明武宗到了南京，再放出寧王讓皇帝俘虜，高興一下。
平宁王《记功碑》全文：
正德己卯，六月乙亥，宁藩宸濠以南昌叛，称兵向阙。破南康、九江，攻安庆，远近震动。
七月辛亥，臣守仁以列郡之兵复南昌，宸濠擒，余党悉定。当是时，天子闻变赫怒，亲统六师临讨，遂俘宸濠以归。
于赫皇威，神武不杀。如霆之震，靡击而折。神器有归，孰敢窥窃。天鉴于宸濠，式昭皇灵，以嘉靖我邦国。
正德庚辰正月晦，都督军务都御史，王守仁书。从征官属列于左方。

### 军功封爵
正德十六年（1521年），明武宗駕崩，無子。堂弟朱厚熜继承帝位，因王阳明平定宁王之乱有功，明世宗特詔封為新建伯、授南京兵部尚书、照旧参赞机务，并于嘉靖二年（1523年）於绍兴开府。
明朝除了皇親國戚之外，无军功不得享爵位，文官封爵屈指可数，王阳明是明朝开国以来第二位因军功封爵的文官（第一位是王越），南京兵部尚书挂参赞机务衔与守備太監、南京守备共同负责南京军务。

### 总督两广
明世宗嘉靖六年（1527年），两广事变起，都御史姚镆无力解决，嘉靖命姚镆致仕，王守仁以原职南京兵部尚书兼都察院左都御史总督两广军务，征剿瑶族和僮族民變。嘉靖七年二月，王守仁率湖廣兵抵達南寧，而盧蘇、王受剛歸降，願意立功自赎。王守仁於是派遣大臣商議，并命湖廣僉事汪溱、廣西副使翁素、僉事吳天挺及參將張經、都指揮謝佩監湖廣土兵，襲剿斷藤峽叛軍。此後仍然總督分永順兵進剿牛腸等寨，保靖兵進剿六寺等寨，約好以四月初二各至抵達地點。
當時，叛軍聽聞明軍檄湖廣土兵抵達，均逃匿深險之中；又聽聞盧蘇、王受歸降，王守仁進駐南寧，故以為王守仁以散遣諸兵佈陣，於是防備弛緩。至此，湖廣兵皆偃旗臥鼓馳馬抵達，與明軍一同突進，四面夾擊。叛軍大敗，於是退守保仙女大山，據險結寨。官軍攀木緣崖仰攻，并隨後連連攻破油榨、石壁、大陂等地，直擊斷藤峽。隨後王守仁密檄諸將移兵剿仙臺等賊，分永順兵、保靖兵各自進剿，約定在五月十三日抵達巢穴。叛軍退守永安力山，仍然被王守仁大軍圍困進攻而大敗，后潰軍均為防截參將沈希儀等所擒。至此，斷藤叛軍幾乎全盡。
此役前後擒斬三千餘人，兩江徹底安定。王守仁班師，上疏舉薦林富為都御史，巡撫其地，諸位將領各自均論功褒賞。

### 病逝归途
兩廣役後，陽明肺病加疾，上疏乞歸。后自知等不及，不等朝廷许可即归。
嘉靖七年十一月二十九日（1529年1月9日），王守仁病逝於江西南安府舟中，享年五十六歲。在臨終之際，身邊學生問他有何遺言，他說：“此心光明，亦復何言！”
卒後，朝廷賜諡文成，追贈光禄大夫、柱国，明穆宗時追晉為新建侯。萬曆十二年（1584年）从祀于孔庙。

## 哲學思想與個性
王守仁留有三本傳世之作《传习录》、《阳明全书》（即《王文成公全书》）三十八卷（门人所辑）、 《大学问》。《传习录》被认为是王阳明最重要的哲学著作。

### 阳明學
王守仁繼承陸九淵強調「心即是理」之思想，反對程頤朱熹通過事事物物追求「至理」的「格物致知」方法，因為事理無窮無盡，格之則未免煩累，故提倡從自己內心中去尋找「理」，認為「理」全在人「心」，「理」化生宇宙天地萬物，人秉其秀氣，故人心自秉其精要。
在知與行的關係上，強調要知，更要行，知中有行，行中有知，所谓“知行合一”，二者互为表里，不可分离。知必然要表现为行，不行则不能算真知。

### 《大學問》
《大學問》是王陽明的主要哲學論著，反映了他的世界觀。节选：
「大學者，昔儒以為大人之學矣。敢問大人之學何以在於‘明明德’乎？」陽明子曰：「大人者，以天地萬物為一體者也。其視天下猶一家，中國猶一人焉。若夫間形骸而分爾我者，小人矣。大人之能以天地萬物為一體也，非意之也，其心之仁本若是，其與天地萬物而為一也。豈惟大人，雖小人之心亦莫不然，彼顧自小之耳。是故見孺子之入井而必有怵惕惻隱之心焉，是其仁之與孺子而為一體也，孺子猶同類者也；見鳥獸之哀鳴觳觫而必有不忍之心焉，是其仁之與鳥獸而為一體也，鳥獸猶有知覺者也；見草木之摧折而必有憫恤之心焉，是其仁之與草木而為一體也，草木猶有生意者也；見瓦石之毀壞而必有顧惜之心焉，是其仁之與瓦石而為一體也。是其一體之仁也，雖小人之心亦必有之，是乃根於天命之性，而自然靈昭不昧者也，是故謂之「明德」。小人之心既已分隔隘陋矣，而其一體之仁猶能不昧若此者，是其未動於欲，而未蔽於私之時也。及其動於欲，蔽於私，而利害相攻，忿怒相激，則將戕物圮類，無所不為其甚，至有骨肉相殘者，而一體之仁亡矣。是故苟無私欲之蔽，則雖小人之心，而其一體之仁猶大人也；一有私欲之蔽，則雖大人之心，而其分隔隘陋猶小人矣。故夫為大人之學者，亦惟去其私欲之蔽，以明其明德，復其天地萬物一體之本然而已耳。非能於本體之外，而有所增益之也。」

### 戒慎保真
人性本善，良知現成，但要懂得戒慎恐懼，所謂“慎獨”（獨處時猶如在大庭廣眾前，言行、思想均合乎禮儀），“如臨深淵、如履薄冰”，沒有絲毫不善夾雜，“非禮勿視，非禮勿聽，非禮勿言，非禮勿動，”使心靈不受任何染污，這樣良知自能百發百中。王陽明解釋說：“夫心之本體，即天理也。天理之昭明靈覺，所謂良知也。君子戒懼之功，無時或間（間斷），則天理長存，而其昭明靈覺之本體，自無所昏蔽，自無所牽擾，自無所歉餒愧怍，動容周旋而中禮（合乎禮節），從心所欲而不踰（矩），斯乃所謂真灑落矣。是灑落生於天理之常存，天理常存生於戒慎恐懼之無間（間斷）。孰謂敬畏之心反為灑落累（牽累）耶？”
王陽明四句教
- 「無善無惡心之體，有善有惡意之動，知善知惡是良知，為善去惡是格物。」（四句教）

### 個性
王守仁十岁时，父亲高中状元。他隨祖父赴京，路過金山寺時，祖父與人聚會，在酒宴上有人提議做詩詠金山寺，大家還在苦思冥想，守仁已先一步完成：“金山一點大如拳，打破維揚水底天。醉倚妙高臺上月，玉箫吹徹洞龍眠。”四座無不驚歎，又讓他做一首賦蔽月山房詩，其隨口誦出：“山近月遠覺月小，便道此山大於月。若人有眼大如天，當見山高月更闊。”表現出非凡的想象能力和深厚的文化素養。十一、二岁在京师念书时，他问塾师“何谓第一等事？”老師说“只有读书获取科举名第”，他当时说：“第一等事恐怕不是读书登第，应该是读书学做圣贤”。尽管如此，他从年少时代起就从不循规蹈矩，所有记载都说他自少“豪迈不羁”。如13岁丧母後，继母待他不好，他竟买通巫婆捉弄继母，使得她从此善待他。他学习并非十分用功，常常率同伴做军事游戏。
跟“老好人”鄉相比，王守仁更欣賞狂狷之士。他解釋說：“鄉愿以忠信廉潔見取於君子，以同流合污無忤於小人，故非之無舉，刺之無刺。然究其心，乃知忠信廉潔所以媚君子也，同流合污所以媚小人也，其心已破壞矣，故不可與入堯舜之道。狂者志存古人，一切紛囂俗染，舉不足以累其心，真有鳳凰翔於千仞之意，一克念即聖人矣。惟不克念，故闊略事情，而行常不掩。惟其不掩，故心尚未壞而庶可與裁。”他五十二歲時評論自己說：“吾自南京以前，尚有鄉愿意思。在今只信良知真是真非處，更無掩藏迴護，纔做得狂者。使天下盡說我行不掩言，吾亦只依良知行。”

## 文學與書法造詣

### 文學
王阳明的文学成就也很高，但往往被其事功、哲学所掩盖。《古文观止》中收录有王阳明的名篇《瘗旅文》、《尊經閣記》、《象祠記》。
《四库全书》中有評論曰：“守仁勋业气节，卓然见诸施行，而为文博大昌达，诗亦秀逸有致，不独事功可称，其文章自足传世也。”
王阳明早年作诗刻意求工整，晚年融会哲理。王世贞《书王文成集后》评：“伯安之为诗，少年有意求工，而为才所使，不能深造而衷于法；晚年尽举而归之道，而尚为少年意象所牵，率不能深融而出于自然。其自负若两得。”

### 書法

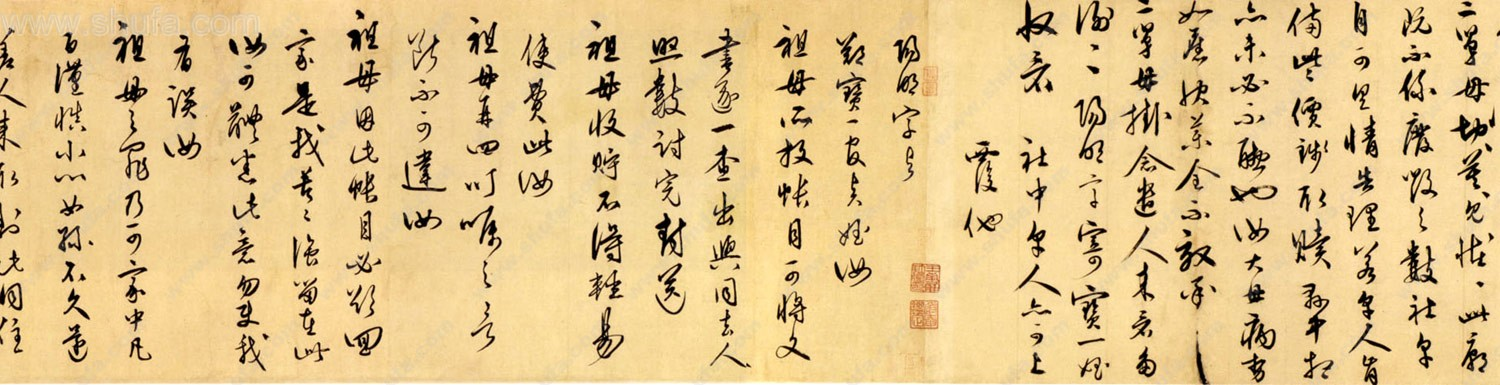
王阳明《与郑邦瑞尺牍》，现藏美国普林斯顿大学美术馆

王阳明在书法上亦可称为明代大家。作品以行草为主。王阳明将心学融入书法，丰富了中国的书法理论。
相关评论有：
- 王羲之“以书掩其人”，王阳明则“以人掩其书”。——明朝 徐渭
- “诗笔清婉，书法尤通神，足为临池之模范”。——清朝 朱彝尊

## 影响與門派
陽明學在現代中國仍有廣泛影響。現代新儒學的開山祖師之一熊十力，及其弟子牟宗三都繼承並發展了陽明學。學者徐梵澄經過幾十年對中國、印度、歐洲思想研究以後，在晚年也對陆王心學讚譽有加（見《陸王學述》收錄于《徐梵澄文集》第一卷，上海三联书店出版社）。當代學者蔣慶也對陽明讚譽有加（見《政治儒學》一書）。蔣中正是王陽明學說的信徒，並因此將臺北草山改名為陽明山。
日本陽明學，日本現代化的主流思想之一，特別影響了倒幕運動、明治維新等重大事件。

## 紀念與遗跡
浙江

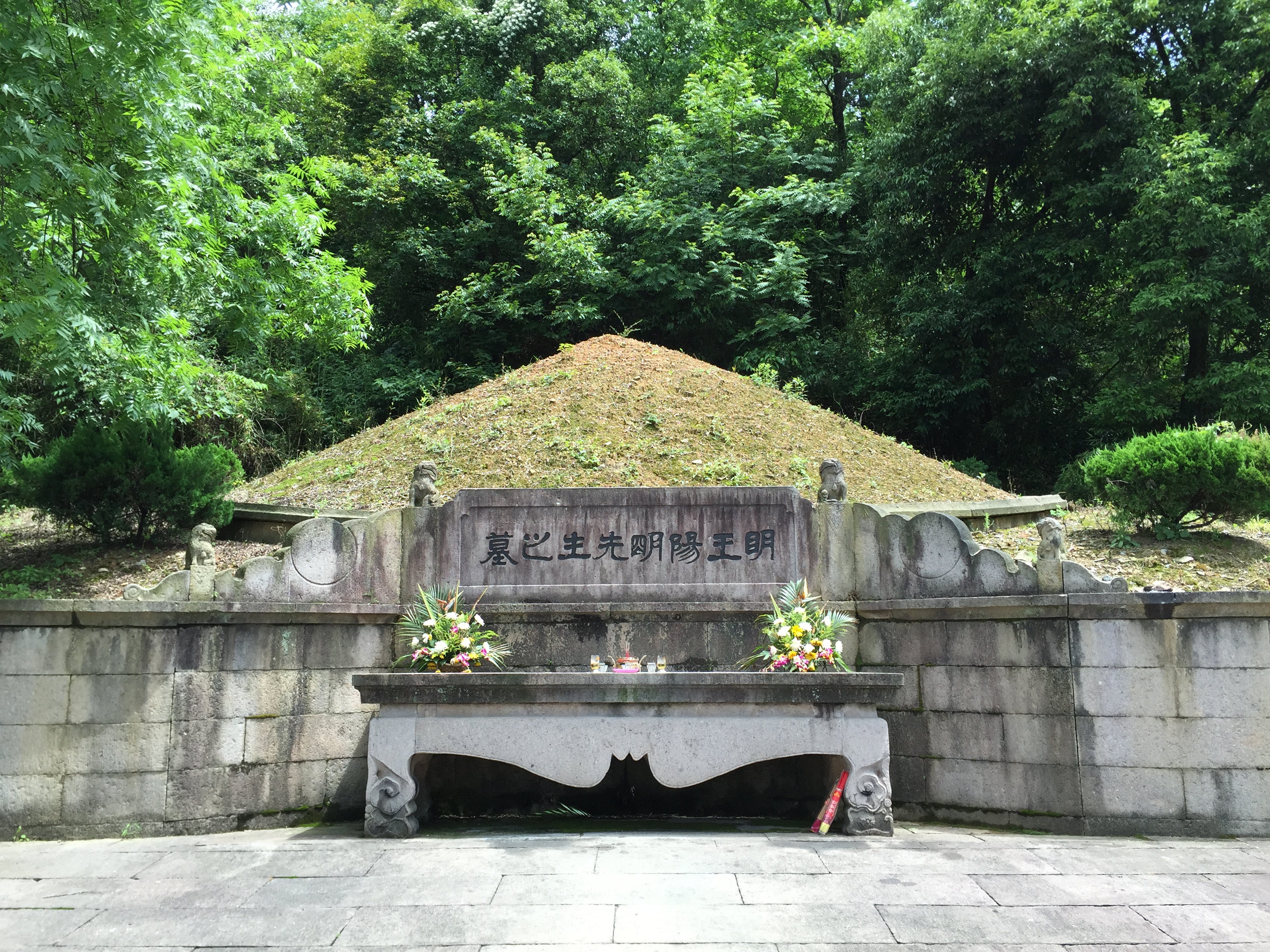
王守仁墓

- 浙江余姚龙泉山上“四碑亭”留有纪念王阳明的碑亭。碑文是：明先贤王阳明故里。楹联：曾将大学垂名教，尚有高楼揭瑞云。横额：真三不朽。
- 瑞云楼：王阳明出生处，现位于浙江余姚市陽明街道北武胜门路，已重建为王阳明故居。
- 王阳明墓：位于浙江绍兴城南的仙霞山麓，碑文“明王阳明先生之墓”。
- 阳明东路，阳明西路，余姚城区的重要街道。
- 新建路，余姚的最主要的商业街之一，新建伯——阳明先生爵位。
- 余姚市阳明小学，余姚市阳明中学，余姚阳明学院。
- 阳明桥：位于浙江省杭州市浙江大学紫金港校区內。浙江大学校训中的“求是”二字取于王阳明“君子之学，唯求其是”一句，亦是该校前身“求是书院”之溯源。
- 宁波至余姚城际铁路中的2列列车命名为「阳明号」。
- 绍兴西小河历史街区东面有「阳明故里」

上海
- 上海市靜安區彭浦鎮有「守仁橋街」

贵州
- 贵州贵阳扶风山阳明祠：始建于清嘉庆十九年（1814年）。
- 阳明洞天：位于现贵阳市修文县，龍場悟道處，今蔣慶之陽明精舍所在26°50′58.15″N 106°36′21.51″E / 26.8494861°N 106.6059750°E。

江西
- 王阳明石刻：位于江西赣州市龙南县玉石岩。
- 南昌市，有阳明路、阳明东路。
- 王阳明记功碑：位于庐山。
- 阳明书院：位于江西省吉安市青原山风景区内。明正德五年（1510年），王阳明任庐陵知县时，在青原山讲学，奠定了江右王学的发展基础，并使庐陵成为“理学之邦”，有“东南邹鲁，西江杏坛”之誉。

但是，王陽明文廟和王文成公祠兩組建築包括王陽明的塑像，在文化大革命政治運動中被毀壞。
台灣

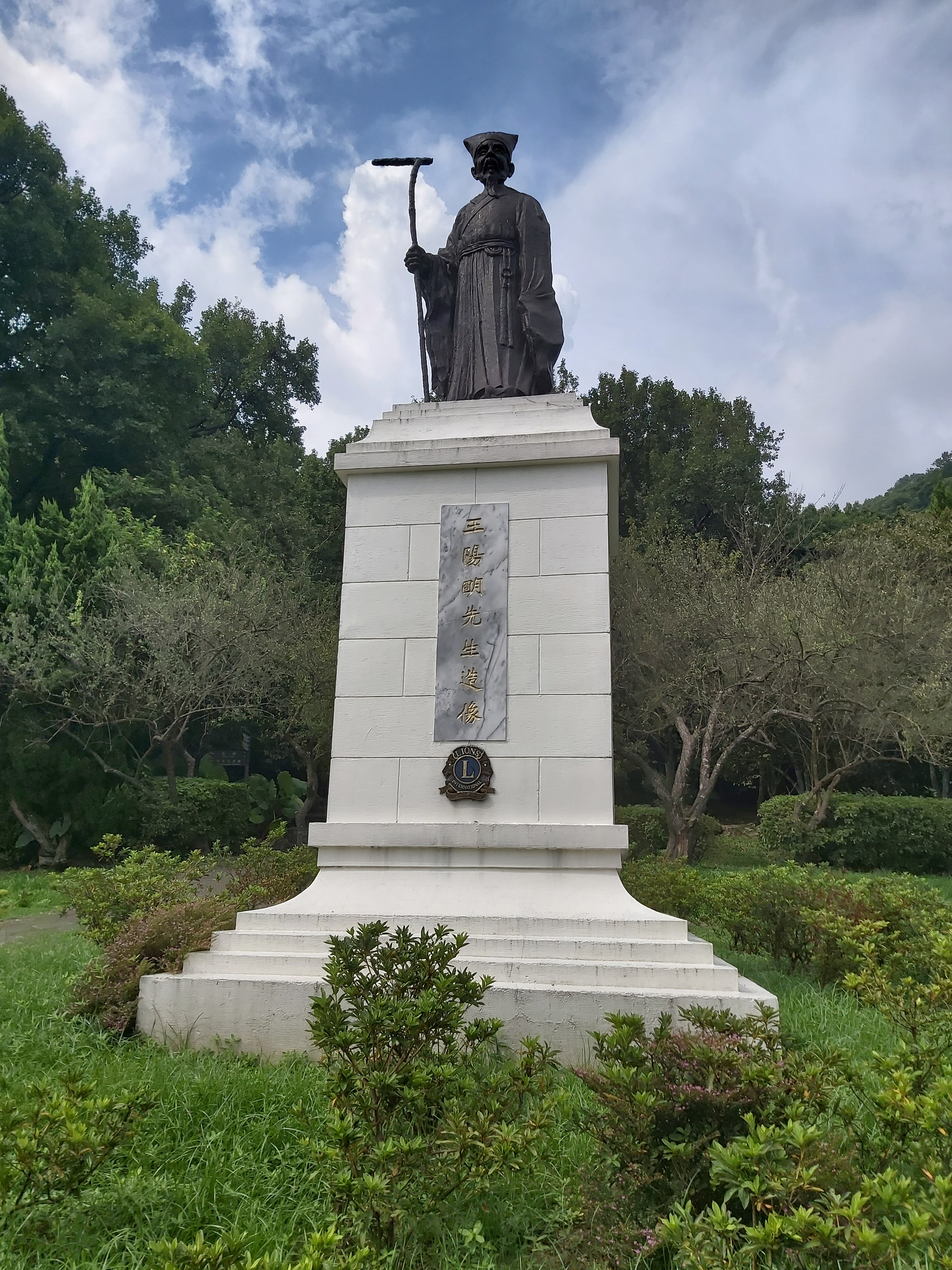
臺北市陽明山公園內由國際獅子會捐建於1973年5月的王陽明先生造像。

蔣介石留學日本時，接觸到陽明學，從此崇敬王陽明，故後來在台灣將許多校名、地名、路名改為「陽明」二字，以示紀念。
- 陽明山：原名草山，為規避“落草為寇”之意，蔣介石將其更名为“阳明山”，後依此為主體設立陽明山國家公園。
- 陽明書屋：原名中興賓館，在陽明山國家公園內，是蔣介石在臺灣所建最大，也是最後一個行館，1979年中國國民黨黨史館進駐，並將其更名為陽明書屋。
- 阳明海运
- 國立陽明大學（前身為國立陽明醫學院，今已與國立交通大學合併為國立陽明交通大學）：一般亦認為是因蔣介石喜好之故，方定名為「陽明」。
- 各地的陽明高中，陽明國中、陽明小學等等。
- 各縣市的陽明路。

日本
- 阳明园：位于日本近江圣人中江藤树纪念馆内。

### 引用
1. ↑  . 北京: 人民出版社. 1997: 151. ISBN 7010026122.
2. ↑  .[永久]
3. ↑  诸焕灿 《王阳明世系考索》 浙江万里学院学报 2001年第4期
4. ↑  清·张廷玉等，《明史》（卷195）：“父華，字德輝，成化十七年進士第一。授修撰。弘治中，累官學士、少詹事。華有器度，在講幄最久，孝宗甚眷之。李廣貴幸，華講大學衍義，至唐李輔國與張后表裏用事，指陳甚切。帝命中官賜食勞焉。正德初，進禮部左侍郎。以守仁忤劉瑾，出為南京吏部尚書，坐事罷。旋以會典小誤，降右侍郎。瑾敗，乃復故，無何卒。華性孝，母岑年踰百歲卒。 華已年七十餘，猶寢苫蔬食，士論多之。”
5. ↑  清·张廷玉等，《明史》（卷196）：“守仁娠十四月而生。祖母夢神人自雲中送兒下，因名雲。五歲不能言，異人拊之，更名守仁，乃言。”
6. ↑  清·张廷玉等，《明史》（卷196）：“年十五，訪客居庸、山海關。時闌出塞，縱觀山川形勝。”
7. ↑  上海图书馆藏《弘治五年浙江乡试录》
8. ↑  清·张廷玉等，《明史》（卷196）：“弱冠舉鄉試，學大進。”
9. ↑  清·张廷玉等，《明史》（卷196）：“顧益好言兵，且善射。”
10. ↑  清·张廷玉等，《明史》（卷195）：“登弘治十二年進士。使治前威寧伯王越葬，還而朝議方急西北邊，守仁條八事上之。尋授刑部主事。決囚江北，引疾歸。起補兵部主事。”
11. ↑  清·张廷玉等，《明史》（卷195）：“正德元年冬，劉瑾逮南京給事中御史戴銑等二十餘人。守仁抗章救，瑾怒，廷杖四十，謫貴州龍場驛丞。龍場萬山叢薄，苗、僚雜居。守仁因俗化導，夷人喜，相率伐木為屋，以棲守仁。”
12. ↑  《明實錄：武宗實錄》（95卷）
13. ↑  《明實錄：武宗實錄》（109卷）
14. ↑  清·张廷玉等，《明史》（卷196）：“瑾誅，量移廬陵知縣。入覲，遷南京刑部主事，吏部尚書楊一清改之驗封。屢遷考功郎中。擢南京太僕少卿，就遷鴻臚卿。”
15. ↑  上海古籍出版社《王阳明全集》下册，卷三十三年谱一
16. ↑  《明史》（卷196）：兵部尚书王琼素奇守仁才。十一年八月擢右佥都御史，巡抚南、赣。当是时，南中盗贼蜂起。谢志山据横水、左溪、桶冈，池仲容据浰头，皆称王，与大庾陈曰能、乐昌高快马、郴州龚福全等攻剽府县。而福建大帽山贼詹师富等又起。前巡抚托疾避去。志山合乐昌贼掠大庾，攻南康、赣州，赣县主簿吴玭战死。
17. ↑  （清）谷應泰，《明史紀事本末》（卷39）：“七年春二月，王守仁以湖廣兵至南寧，而盧蘇、王受初降，亦願立功自贖。守仁乃集諸守臣將帥議，命湖廣僉事汪溱、廣西副使翁素、僉事吳天挺及參將張經、都指揮謝佩監湖廣土兵，襲剿斷藤峽賊。仍督分永順兵進剿牛腸等寨，保靖兵進剿六寺等寨，期以四月初二各至信地。”
18. ↑  （清）谷應泰，《明史紀事本末》（卷39）：“先是，峽賊聞軍門檄湖廣土兵至，皆逃匿深險。後聞以蘇、受降罷兵，又守仁駐南寧，故為散遣諸兵狀，寇弛不為備。至是，湖廣兵皆偃旗臥鼓馳至，與官軍突進，四面夾攻之。賊敗，退保仙女大山，據險結砦。官軍攀木緣崖仰攻之。初四日破賊寨，初五日復攻破油榨、石壁、大陂等巢，賊敗奔斷藤峽。官軍追擊破之，賊奔渡橫石江，覆溺死者六百餘人。官軍自後急擊，俘獲甚眾，賊潰散。初十日遍搜山峒無遺，還兵至潯州。守仁密檄諸將移兵剿仙臺等賊，二十一日，仍前分佈各哨，永順兵由盤石、大黃石登岸，進剿仙臺、花相等處；保靖兵由烏江口、丹竹埠登岸，進剿白竹、古陶、羅鳳等處，期五月十三日抵巢。各賊聞牛腸等寨破滅，則大懼。方據險設伏待之，官軍驟進，奮勇夾擊。賊不支，奔入永安力山。乃分兵圍之，賊復大潰，奔諸路者多為防截參將沈希儀等所擒。於是斷藤之賊略盡。”
19. ↑  （清）谷應泰，《明史紀事本末》（卷39）：“先是，守仁因八寨賊去斷藤稍遠，四月初五日，別遣布政使林富、副總兵張佑監督土目盧蘇、王受五千餘眾，進剿入寨瑤賊，各兵乘夜銜枚襲之。二十三日，昧爽抵賊巢，遂破石門天險，賊始驚覺，且戰且走。日午，賊結聚二千餘人來拒，官軍奮擊之。賊既失險氣奪，不能支，遂大潰，奔入重險。官軍夜募死士俺其不備，二十四日，襲古蓬寨，破之。連克周安、古缽、都者峒諸寨，於是八寨之賊亦盡。前後擒斬三千餘人，兩江底定。守仁乃班師，疏薦林富為都御史，巡撫其地，論功褒賞有差。”
20. ↑  《明儒學案·卷十·姚江學案》：問遺言，先生曰：「此心光明，亦複何言？」頃之而逝。
21. ↑  《王陽明靖亂錄·第十卷》：問有何遺言。先生笑曰：「此心光明，復何言哉？」
22. ↑  關于喪母年齡，尚有爭議，《年谱》说是13岁，但王华行状、墓志铭均说先王华36年卒，即阳明15岁时卒
23. ↑  继母、军事游戏云云出自冯梦龙的书，可靠性存疑

## 延伸閱讀
- 秦家懿：《王陽明》（臺北：東大圖書公司，1987）。
- 岡田武彥著，吳光等譯：《王陽明與明末儒學》（上海：上海古籍出版社，2000）。
- 吳震：《王陽明著述選評》（上海：上海古籍出版社，2004）。
- 劉述先：〈論王陽明的最後定見 （页面存档备份，存于）〉。
- 祝平次：〈王陽明的經典觀與理學的文本傳統 （页面存档备份，存于）〉。
- 柳存仁：〈王陽明與佛道二教 （页面存档备份，存于）〉。
- 李明輝：〈從康德的實踐哲學論王陽明的「知行合一」說 （页面存档备份，存于）〉。
- 李明辉：〈耿宁对王阳明良知说的诠释 （页面存档备份，存于）〉。
- 吴震：〈万物一体——阳明心学关于建构理想社会的一项理论表述 （页面存档备份，存于）〉。
- 吳震：〈王陽明的良知學系統建構 （页面存档备份，存于）〉
- 錢明：〈道教對王陽明早年生活的感染 （页面存档备份，存于）〉。
- 錢明：〈王阳明与贵州新论 （页面存档备份，存于）〉。
- 錢明：〈王阳明迁居山阴辨考——兼论阳明学之发端 （页面存档备份，存于）〉。
- 錢明：〈家教、家训与阳明品格之养成 （页面存档备份，存于）〉。
- 錢明：〈君子之仕以行道——王阳明的入仕之道与其弟子的治世治家理念 （页面存档备份，存于）〉。
- 錢明：〈王阳明与日本关系新考 （页面存档备份，存于）〉。
- 钱明：〈王阳明的道教情结——以晚年生活为主线 （页面存档备份，存于）〉。
- 錢明：〈王阳明遗像中的历史记忆与文化信息 （页面存档备份，存于）〉。
- 钱明：〈中晚明社会对王阳明的造神运动 （页面存档备份，存于）〉。
- 錢明：〈明代风气的转向与王阳明家族的过早衰微 （页面存档备份，存于）〉。
- 錢明：〈王家衰落的过程及其成因——王阳明家事辨考 （页面存档备份，存于）〉。
- 郑学礼：〈王阳明思想与佛法 （页面存档备份，存于）〉。
- 鹤成久章：〈王守仁之白鹿洞书院石刻发微 （页面存档备份，存于）〉。
- 松川健二：〈关于阳明学者所谓的异端 （页面存档备份，存于）〉。
- 谷口房男：〈王守仁与少数民族 （页面存档备份，存于）〉。
- 姜允明：〈王陽明何以不提陳白沙──「儒佛會通」在明代心學史的實例 （页面存档备份，存于）〉。
- 朱鴻林：〈陽明從祀典禮的爭議和挫折 （页面存档备份，存于）〉。
- 朱鴻林：〈《王文成公全書》刊行與王陽明從祀爭議的意義 （页面存档备份，存于）〉。
- 朱鴻林：〈王陽明從祀孔廟的史料問題 （页面存档备份，存于）〉。

## 外部連結
- 王陽明 : 古本大學 (明洽29年) （页面存档备份，存于）
- 王陽明 : 大學古本旁釋 ( 佐藤一齋 補) （页面存档备份，存于）